# Ma-Ma-Ma Belle
«Ma-Ma-Ma Belle» es una canción del grupo británico Electric Light Orchestra, publicada en el álbum de estudio On the Third Day (1973). La canción, compuesta por Jeff Lynne, fue también publicada como el segundo sencillo del álbum después de «Showdown».

## Grabación y publicación
«Ma-Ma-Ma Belle» incluyó la participación de Marc Bolan tocando la guitarra junto a Jeff Lynne. Ambos habían tocado previamente juntos en la canción de Bolans «Solid Gold Easy Action». La canción, cuyo título provisional fue «Auntie» y «My Woman» y extraída del álbum On the Third Day, fue editada en duración para publicarla como sencillo en el Reino Unido. 
El sencillo incluyó dos caras B diferentes según la edición: en Estados Unidos, la cara B fue «Daybreaker», una de las dos canciones instrumentales incluidas en On the Third Day y que incluyó un arpegio interpretado por Richard Tandy en un minimoog. En el Reino Unido, la cara B fue «Oh No Not Susan», también extraída de On the Third Day y grabada en 1973. La canción relata la historia de un rico que se ha cansado de su estatus de privilegiado. A pesar de incluir la palabra «fuck», fue emitida en cadenas como la BBC. Según Bev Bevan: «En On the Third Day hay una canción llamada "Oh No, Not Susan" en la que Jeff canta: "Her money and her place they just don't mean a fucking thing" La BBC la emitió varias veces, a pesar de su política con ese tipo de letras. Simplemente demuestra que si te mantienes en silencio al respecto y no haces el mínimo alboroto para conseguir publicidad, no hay nadie escuchando con atención las palabras en la radio».
En 2012, Lynne regrabó la canción y publicó una nueva versión en Mr. Blue Sky: The Very Best of Electric Light Orchestra, un recopilatorio con regrabaciones de canciones de la ELO.

## Posición en listas
«Ma-Ma-Ma Belle»
| País        | Lista           | Posición |
| ----------- | --------------- | -------- |
| Reino Unido | UK Albums Chart | 22       |

«Daybreaker»
| País           | Lista                   | Posición |
| -------------- | ----------------------- | -------- |
| Estados Unidos | Billboard Hot 100       | 87       |
| Estados Unidos | Cashbox Top 100 Singles | 61       |